# Căpitănia Generală a Guatemalei
Căpitănia Generală a Guatemalei, cunoscută și sub denumirea de Regatul Guatemalei (Spaniolă: Reino de Guatemala), a fost o diviziune administrativă a Imperiului Spaniol, sub guvernarea Noi Spanii în America Centrală, inclusiv națiunile actuale din Costa Rica, Nicaragua, Honduras, El Salvador, Belize și Guatemala și statul mexican Chiapas. Guvernatorul-căpitan general a fost, de asemenea, președinte al Audienței Regale din Guatemala, instanța superioară.

## 1. Antecedente
Colonizarea zonei care a devenit Căpitănia Generală a început în 1524. În nord, frații Gonzalo și Pedro de Alvarado, Hernán Cortés și alții au condus diverse expediții în Guatemala și Honduras. În sud, Francisco Hernández de Córdoba, acționând sub auspiciile lui Pedro Arias Dávila din Panama, s-a mutat în ceea ce este astăzi Nicaragua.

### Mutarea Capitalei
Capitala Guatemalei s-a mutat de mai multe ori de-a lungul secolelor. La 27 iulie 1524, Pedro de Alvarado a declarat orașul Kaqchikel Iximche prima capitală regională, numită Santiago de los Caballeros de Guatemala ("Sfântul Iacob al Cavalerilor Guatemalei"). Cu toate acestea, ostilitățile dintre spanioli și Kaqchikel au făcut în curând orașul nelocuit.
În 1526 spaniolul a fondat o nouă capitală la Tecpán Guatemala. Tecpán este cuvântul Nahuatl pentru "palat".  Tecpán este uneori numit "prima" capitală pentru că a fost primul centru militar spaniol permanent, dar spaniolii l-au abandonat curând din cauza atacurilor lui Kaqchikel care făceau apărarea orașului incontestabilă.
În 1527, capitala a fost mutată în Valea Almolonga spre est, pe locul actualului cartier San Miguel Escobar din Ciudad Vieja, în apropiere de Antigua Guatemala . Această așezare a fost distrusă de lava catastrofică a Vulcanului de Agua în 1541, iar supraviețuitorii au abandonat locul.
În 1543, capitala a fost refăcută din nou la mai mulți kilometri distanță la Antigua Guatemala. În următoarele două secole, acest oraș a devenit unul dintre cele mai bogate capitale ale Lumii Noi. Cu toate acestea, și ea a fost distrusă, de data aceasta de o serie de cutremure devastatoare, iar orașul a fost comandat abandonat în 1776.
Capitala finală și actuală este orașul modern din Guatemala.

### Rolul Bisericii
Biserica a jucat un rol important în administrarea posesiunilor de peste mări ale coroanei spaniole. Primele eparhii au fost înființate în León, Nicaragua și Guatemala în 1534. O altă eparhie a fost creată în Chiapas în 1539. Diecezele Guatemalei și Chiapas au fost sufragante Arhiepiscopiei din Sevilia, până în 1546, când au fost plasate sub Arhiepiscopia Mexicului. Dieceza de la León a fost făcută sufragan Arhiepiscopiei din Lima în 1546. O altă episcopie de scurtă durată a fost înființată în Verapaz, Guatemala în 1559. Pe coasta Caraibelor au existat câteva încercări de a înființa o eparhie în Honduras - care a reușit în 1561 cu Dieceza de Comayagua - care a fost plasată sub Arhiepiscopia Santo Domingo.
În 1543 teritoriul regatului a fost definit odată cu înființarea Audiencii din Guatemala, care a preluat cea mai mare parte a Americii Centrale ca jurisdicție. Această audiență, alături de cea din Lima, a preluat teritoriul primei Audiencia din Panama. Aceasta a fost prima instituție care definește America Centrală (cu excepția Panamei) ca regiune a Imperiului Spaniol.

## Stabilire
În 1609, zona a devenit căpitănia generală, când guvernatorului și președintelui Audiencia i s-a acordat și titlul de căpitan general pentru a face față amenințărilor străine din zona Caraibelor, acordând autonomia zonei în probleme administrative și militare. Aproximativ în același timp, Habsburgul Spaniei a creat și alte căpitănii generale din Puerto Rico (1580), Cuba (1607) și Yucatán (1617).
În secolul al XVII-lea a început și un proces de unire a ierarhiei bisericești din America Centrală. Diecezele din Comayagua și León au devenit sufragante pentru Arhiepiscopia Mexicului în 1620 și 1647, respectiv. În cele din urmă, în secolul al XVIII-lea, Guatemala a fost ridicată într-o arhiepiscopie în 1743, iar Diecezele din León, Chiapas și Comayagua i-au devenit sufragane, dând regiunii unitate și autonomie în materie religioasă.
Ca parte a Reformelor Bourbon din 1786, coroana a stabilit o serie de intenții în zonă, care au înlocuit majoritatea corregimientosurilor mai vechi. Planificatorilor li s-au acordat puteri fiscale largi și au fost însărcinați să promoveze economia locală. Noile intenții au fost San Salvador (El Salvador), Ciudad Real (Chiapas), Comayagua (Honduras) și León (Nicaragua).
Guvernatorul și căpitanul general-președinte al Guatemalei a devenit generalul superintendent al teritoriului și a funcționat ca de facto intenționator al Guatemalei. Agricultura, regiunea de sud a Costa Ricăi a rămas sub guvernatorat civil și militar, cu supravegherea fiscală, numai asupra cheltuielilor militare; cheltuielile guvernului civil au fost gestionate de către intenționatul de la León. Aceste intenții au ajutat la modelarea identității politice locale și au constituit baza viitoarelor națiuni din America Centrală.

## Independența
Odată cu înlăturarea lui Ferdinand al VII-lea în timpul războiului peninsular, în 1811 au izbucnit mișcări de independență în intențiile San Salvador și León, care au fost reprimate repede. În 1812, Cádiz Cortes a împărțit regiunea în două provincii: Guatemala (formată din Guatemala, Belize, Chiapas, Honduras și El Salvador) și Nicaragua y Costa Rica. Aceste provincii existau între anii 1812 și 1814 și, încă o dată, între 1820 și 1821, perioada în care a intrat în vigoare Constituția spaniolă din 1812. Cele două provincii au ales șapte deputați în Cortes în prima perioadă .
Șeful politic superior (guvernator) din Guatemala a rămas căpitanul general al Americii Centrale și Chiapas. Căpitănia Generală s-a încheiat în 1821 cu semnarea Actului de Independență al Americii Centrale, după care elita regională a sprijinit Planul lui Iguala și s-a alăturat primului imperiu mexican. Cu excepția regiunii Chiapas, regiunea s-a separat în mod pașnic de Mexic în iulie 1823, stabilind provinciile Unite ale Americii Centrale. În timp ce regiunea a rămas o perioadă de coeziune politică pentru o perioadă scurtă de timp, forțele centrifuge au tras în curând provinciile separate până în 1842.